# Adanaspor
Adana Spor Kulübü – turecki klub piłkarski z siedzibą w Adanie.

## Historia
Klub Adana Spor Kulübü założony został przez Mehmeta Sanlitürka, Mustafę Bekbasa, Erola Erka, Alego Gedikbasa i dr Muzaffera Eraslana w 1954 roku. Już w tym samym roku klub przystąpił do lokalnych rozgrywek amatorskich. W 1966 roku Adanaspor połączył się z dwoma innymi klubami Akinsporem and Torossporem, tworząc zawodowy klub, który przystąpił do II ligi. W 1971 po raz pierwszy w historii awansował do I ligi. Adanaspor występował w 1. Lig przez kolejne 13 lat. Największym sukcesem Adanasporu było wywalczenie wicemistrzostwa Turcji w 1981 roku (w 1976 klub zakończył rozgrywki na 4. miejscu).
Dzięki tym sukcesom Adanaspor uczestniczył Pucharze UEFA. W rozgrywkach 1976/1977 klub odpadł w I rundzie z Austrią Salzburg, przegrywając w Salzburgu 0-5 i wygrywając rewanż u siebie 2-0. W sezonie 1978/1979 Adanspor odpadł w I rundzie z Budapest Honvéd FC przegrywając 0-6 i remisując w rewanżu 2-2. Jeszcze gorzej Adanaspor wypadł w sezonie 1981/1982, kiedy to dwukrotnie uległ Interowi Mediolan 1-3 i 1-4. Po spadku w 1984 Adanaspor przez 4 lata występował w II lidze. W 1988 roku wygrała rozgrywki 2. Lig i na trzy lata wróciła do ekstraklasy. W następnych latach Adanspor występował głównie w II lidze, przeplatając to dwoma pobytami w Süper Lig w latach 1998–2001 i 2002–2004.
W 2005 roku klub ogłosił bankructwo. Klub kolejno spadł do 2. Lig i 3. Lig. Od 2007 Adanaspor sukcesywnie awansował i w 2009 roku powrócił do II ligi, w której występuje do chwili obecnej.

## Sukcesy
- Süper Lig
  - wicemistrzostwo (1): 1980/1981
  - 3. miejsce (1): 1975/1976
- TFF 1. Lig
  - mistrzostwo (3): 1970/1971, 1987/1988, 2015/2016

## Europejskie puchary
Legenda do wszystkich tabel:
- Q – runda eliminacyjna, 1/16, 1/8, 1/4, 1/2 – odpowiednia faza rozgrywek, Grupa – runda grupowa, 1r gr – pierwsza runda grupowa, 2r gr – druga runda grupowa, F – finał, R – runda, PO – play-off
- k. – rzuty karne, los. – losowanie, Dogr. – dogrywka, w. – zasada bramek strzelonych na wyjeździe

| Sezon   | Rozgrywki   | Runda | Klub               | Dom | Wyjazd | Ogólnie |
| ------- | ----------- | ----- | ------------------ | --- | ------ | ------- |
| 1976/77 | Puchar UEFA | 1R    | Austria Salzburg   | 2–0 | 0–5    | 2–5     |
| 1978/79 | Puchar UEFA | 1R    | Budapest Honvéd FC | 2–2 | 0–6    | 2–8     |
| 1981/82 | Puchar UEFA | 1R    | Inter Mediolan     | 1–3 | 1–4    | 2–7     |

## Skład na sezon 2017/2018
| Nr | Poz. | Piłkarz           |
| -- | ---- | ----------------- |
| 1  | BR   | Mert Akyüz        |
| 6  | OB   | Gökhan Süzen      |
| 7  | PO   | Abdulaziz Solmaz  |
| 8  | PO   | Ahmet Bahçıvan    |
| 9  | NA   | Magaye Gueye      |
|    | PO   | Kürşad Sürmeli    |
|    | NA   | Roni              |
| 11 | PO   | Yener Arica       |
|    | NA   | Uche Kalu         |
| 17 | PO   | Oğuz Han Aynaoğlu |
| 19 | OB   | Onur Akbay        |
| 20 | PO   | Tevfik Altındağ   |
|    | OB   | Emre Can Coskun   |

| Nr | Poz. | Piłkarz                |
| -- | ---- | ---------------------- |
| 22 | OB   | Digão                  |
|    | OB   | Berkan Yildirim        |
| 30 | PO   | Fırat Kaplan           |
| 32 | PO   | Renan Foguinho         |
| 33 | OB   | Renan Diniz            |
| 53 | OB   | Didi                   |
| 66 | OB   | Ugur Dasdemir          |
| 70 | BR   | İrfan Can Eğribayat    |
| 77 | PO   | Vladimir Koman         |
| 88 | PO   | Bekir Yılmaz (Captain) |
| 96 | OB   | Yakup Demir            |
| 97 | PO   | Serhat Tunç            |
| 99 | NA   | Bahattin Köse          |